# Igalas
Igala é um grupo étnico da Nigéria, que praticam um número de diferentes religiões, incluindo Animismo, Cristianismo, e Islão. Terra natal, do antigo reino de Igala, é uma área aproximadamente triangular de cerca de 14 000 km2 no ângulo formado pelos rios Benue e Níger. A área era anteriormente a divisão de Igala da província de Kabba, e é agora parte de Kogi (estado). A capital é Idah.